# Зангерхаузен
Зангерхаузен (на немски: Sangerhausen) е окръжен град в Саксония-Анхалт, Германия, с 27 752 жители (към 31 декември 2015).
- Старото кметство, построено ок. 1550
- Църквата Улрики